# Slagelse
Slagelse este un oraș în Danemarca.